# میرزا حبیب‌الله رشتی
میرزا حبیب‌الله رشتی از فقهای شیعه و از مجتهدین صاحب نام عصر ناصری، در سال ۱۲۳۴ در املش به دنیا آمد.
نیاکانش در اصل اهل قوچان بودند که در سال‌های آغازین قرن یازدهم به گیلان کوچانده شده و از آن پس در همان‌جا ساکن شدند.

## تحصیل
در خانه، نخستین کلمات را از قرآن آموخت. دوازده ساله بود که از املش به لنگرود و سپس به رشت عزیمت نمود تا بر اندوخته‌اش بیفزاید.

### در حوزهٔ قزوین
سپس راه هجرت پیش گرفت و عازم حوزه علمیه قزوین شد.
هفت سال در فقه و اصول از عبدالکریم ایروانی بهره گرفت و در ۲۵ سالگی، به درجه اجتهاد رسید.
در سال ۱۲۵۹ از قزوین به املش بازگشت و چهار سال مرجع امور دینی مردم بود.

### در حوزهٔ نجف
در سال ۱۲۶۳ به نجف رفت و در حلقه درس محمد حسن نجفی به تلمذ نشست و تا سال ۱۲۶۶ که سال وفات او بود، از کلاسش بهره برد و از او اجازه اجتهاد دریافت کرد.
پس از آن به درس شیخ انصاری رفت و تا پایان زندگی از شاگردان ممتاز درس وی بود.
میرزا حبیب‌الله رشتی به همراهی مرتضی انصاری شوشتری، صاحب جواهر، میرزای شیرازی، حسین محدث نوری، شیخ فضل‌الله نوری، میرزاحسن آشتیانی، سید محمد کاظم یزدی، سید جمال الدین اسدآبادی، آقا نجفی اصفهانی، علی لنکرانی، حاجی میرزا حسن آقا مجتهد تبریزی، آخوند ملامحمد خمامی رشتی، آخوند رستم‌آبادی، سید احمد طباطبایی برادر سید محمد طباطبایی، آخوند ملا قربانعلی زنجانی، ملا محمد آملی، عبدالنبی نوری، سید محمد یزدی، محمد بروجردی، حاج میرزا لطف‌الله، حاج آقا نورالله مجتهد عراقی، شیخ علی اکبر مجتهد، سید علی قطب نخجوانی، شیخ محمد علی پیشنماز، آقا جمال الدین لافجه‌ای، علی اکبر طالقانی و برخی دیگر از بنیانگذاران، جمع اوران و جامع سازان عصر اول احیای روشنفکری، نواندیشی و خردگرایی دین شیعه و شکل دهندگان جنبش مشروعه در قرن ۱۲ هجری-قمری بودند. (دوران اول احیای دین و مذهب شیعه اسلامی پس از ۱۰۰۰ سال زیر ضربه بودن)
میرزا حبیب‌الله رشتی، همراهان، استادان و ۳ نسل شاگردان آنان احیاکننده و عامل شکل‌گیری عصر دوم مذهب شیعه اسلامی و فراهم شدن امکان شروع انقلاب اسلامی در قرن ۱۳ هجری-قمری می‌باشند. (دوران دوم احیای دین و مذهب شیعه اسلامی)

## میرزا حبیب‌الله رشتی وشیخ فضل‌الله نوری
میرزا حبیب‌الله رشتی نیز که عمدتاً از اعطای اجازة اجتهاد به دیگران اکراه داشته و نوعاً در این امر احتیاط زیادی به خرج می‌داد، در تقریظ بر رسالة فقهی شیخ فضل‌الله نوری با عنوان «قاعدة ضمان الید» مقام علمی و تحقیقی شیخ را به نحوی شگفت و کم‌نظیر ستوده‌است. ایشان در بخشی از این تقریظ چنین می‌آورد:
«هان ای کسی که این اوراق را دریافته و بر آنها وقوف می‌یابی، چنانچه در اعماق دریاها فروروی و سوار بر اُشتر، بیابانهای خشک و لم‌یزرع را شتابان درنوردی، همانا از حیث تحقیق و تدقیق، بهتر از آنچه که در این دفتر آمده، نخواهی یافت. ضروری است که در مجالس عمومی، به فضل و کمال صاحب این رساله، ندا دردهند و سوارگان دیار به سوی او تشویق گردند، من در این رساله نظر افکنده و آن را زیبا و دلنشین یافته‌ام چه بسیار دُرهای گرانبها و مرواریدهای بدیع و دست ناخورده که در آنها به امانت نهاده شده‌است، سزاوار است که مضامین آنرا نه با خامه بر صحیفة اوراق، که با ذرّات طلا بر مردم دیدگان بنگارد. آفرین خدای بر مؤلف آن باد و اوست عالم پرسوز و گداز، فروغ دیده و نور چشمم شیخ فضل‌الله … همانا او در تحصیل قواعد علمی و اصول اجتهادی ـ که مدار اجتهاد و ملاک صحت اعمال عباد بر آنها و وابسته بدانهاست ـ خود را به رنج افکنده و روزگاری دراز و به قدر کفایت را نزد من و اساتید عظام حاضر شده‌است تا به حمدالله به آرزوی خود دست یافته و عالمی ربانی و رهنمایی راستین و حقانی و مجتهدی متبحّر و کامل و جامع و معقول و منقول گردیده‌است. رواست که بندگان مؤمن خدا وی را در امور دینی مرجع خود قرار دهند…»

## آثار

### در علم اصول
- رسالة فی الضد و اقتضاء الامر بشیء النهی عنه و عدمه
- التعادل و التراجیح
- بدایع الافکار
- اجتماع الامر و النهی
- رسالة فی مقدمة الواجب
- رسالة فی المشتق
- التقریرات

### در علم فقه
- کتاب الطهارة
- الحاشیة علی المکاسب
- کتاب الزکاة
- کتاب الاجارة
- الالتقاط
- کتاب العضب
- کتاب القضاء و الشهادات
- الوقوف و الصدقات
- رسالة فی اللباس المشکوک
- حاشیة علی منهج الرشاد
- حاشیة علی نجاة العباد
- حاشیة علی النخبة

### در علم تفسیر
- حواشی بر تفسیر جلالین

### در علم کلام
- الامامة
- کاشف الظلام فی حل معضلات الکلام

## درگذشت
حبیب‌الله رشتی در ۱۴ جمادی‌الثانی ۱۳۱۲ در نجف درگذشت و در حرم علی بن ابیطالب به خاک سپرده شد.